# マリア観音 (1990年のアルバム)
『マリア観音』（マリアかんのん）は、日本のロックバンド、マリア観音のデビューアルバム（ミニアルバム）。インディーズ・レーベル「ブロン・レコード」より1990年にリリースされた。

## 解説
- プロデュースは木幡東介。
- この頃はサイケデリック・ロック、ブルース・ロック色が強い[1]。
- 録音時間の都合から「吊花」では後藤がピアノ、木幡がベースを弾いている[2]。

## 収録曲
1. 追想の夜 (6:22)
2. 隠唄 (4:05)
3. 吊花 (4:41)

（作詞・作曲：木幡東介）

## 参加メンバー
- 木幡東介：ヴォーカル/ギター/ベース (#3)
- 松居徹：ギター
- 後藤昭久（しゃあみん）：ベース (#1, #2) /ピアノ (#3)
- 平野勇：ドラム